# Oshima, Hokkaido
Ōshima (大島) là một hòn đảo không có người ở nằm trên vùng biển Nhật Bản. Nó nằm cách thị trấn Matsumae 50 km (31 dặm) về phía tây. Về mặt hành chính, hòn đảo là một phần của thị trấn thuộc huyện Matsumae, phó tỉnh Oshima, Hokkaidō. Để phân biệt với các đảo Ōshima khác, hòn đảo đôi khi được gọi là Oshima Ōshima (渡島大島) hoặc Matsumae Ōshima (松前大島).
Đảo Ōshima có diện tích 9,73 kilômét vuông (3,76 dặm vuông Anh), là đảo hoang có diện tích lớn nhất thuộc chủ quyền của Nhật Bản. Hòn đảo là một miệng núi lửa kép với một đồi xỉ núi lửa cao dần ở giữa. Nó là đỉnh của hai Núi lửa dạng tầng và miệng núi lửa là Higashi và Nishi. Era là đỉnh núi cao nhất trên đảo, với chiều cao 737 mét là một trong số ba ngọn núi lửa có đỉnh cao gần 2.000 mét từ đáy biển có niên đại gần 18.000 năm tuổi.
Phía nam của hòn đảo, tại Aidomari (北風泊 Aidomari) có một ngọn hải đăng và sân bay trực thăng được điều hành bởi Lực lượng Bảo vệ bờ biển Nhật Bản. Hoạt động núi lửa trên đảo vẫn diễn ra và hòn đảo được bảo vệ như là một khu bảo tồn thiên nhiên nên việc ghé thăm hòn đảo phải được sự cho phép của Vụ Văn hóa Nhật Bản.
Hòn đảo là giới hạn sinh sản phía bắc của loài Hải âu mặt trắng, thuộc công viên tỉnh Matsumae-Yakoshi.

## Lịch sử
Bởi sự cô lập cũng như hoạt động núi lửa trên đảo nên gần như không có tài liệu về lịch sử hòn đảo. Núi lửa Kanpo đã có một đợt phun trào lớn vào ngày 27 tháng 8 năm 1741. Sau đó là một cơn sóng thần ập vào bờ biển khiến 1467 người chết trên khu vực ven biển từ Kumaishi đến Matsumae.